# Oyo (stato)
Oyo è uno dei 36 stati della Nigeria, situato a sud-ovest della Nigeria, ai confini con il Benin, con capitale Ibadan.

## Storia
Fu creato nel 1976 dal vecchio Western State e originariamente includeva anche lo Stato di Osun che fu creato solo nel 1991.

## Società
L'Oyo è abitato per lo più da genti di etnia Yoruba, principalmente agricoltori, sebbene vi sia l'attitudine a vivere in grossi centri urbani. Le popolazioni native comprendono i sottogruppi degli Oyo, degli Ibadani e degli Ibarapa, tutti appartenenti alla famiglia Yoruba.

## Suddivisione
Lo stato di Oyo è suddiviso in trentatré aree a governo locale (local government areas):
- Akinyele
- Afijio
- Egbeda
- Ibadan North
- Ibadan North-East
- Ibadan North-West
- Ibadan South-West
- Ibadan South-East
- Ibarapa Central
- Ibarapa East
- Ido
- Irepo
- Iseyin
- Kajola
- Lagelu
- Ogbomosho North
- Ogbomosho South
- Oyo West
- Atiba
- Atisbo
- Saki West
- Saki East
- Itesiwaju
- Iwajowa
- Ibarapa North
- Olorunsogo
- Oluyole
- Ogo Oluwa
- Surulere
- Orelope
- Ori Ire
- Oyo East
- Ona-Ara

### Città
La capitale, Ibadan, è la più grande città a prevalenza indigena dell'Africa subsahariana.
Altre città importanti sono: Ọyọ, Ogbomọsọ, Isẹyin, Kişi, Okeho, Saki, Eruwa, Lanlate, e Igbo Ọra.